# 218th Maneuver Enhancement Brigade
La 218th Maneuver Enhancement Brigade (littéralement la « 218e brigade de renforcement des manœuvres ») est une brigade de soutien d'arrière-garde de la Garde nationale de l'Armée de la Caroline du Sud (en). Elle reprend l'histoire de la 218th Infantry Brigade (Mechanized) (Separate) (littéralement la « 218e brigade d'infanterie (mécanisée) (séparée) »), originellement formée à partir d'une brigade de l'ancienne 30e Division d'infanterie au début des années 1970.

## Annexe